# Коулман, Натаниэль
Натаниэль Коулман (англ. Nathaniel Coleman; род. 1 января 1997, Марри, Юта) — американский спортсмен, выступающий в спортивном скалолазании, серебряный призёр Олимпийских игр. Специализируется в дисциплине боулдеринг.

## Биография
Натаниэль Коулман родился 1 января 1997 года.
Поступил в Университет Юты и изучал компьютерные науки, но спустя два семестра был вынужден прекратить обучение из-за того, что была необходимость заниматься всё время скалолазанием.
Он стал первым американским альпинистом, прошедшим квалификацию на Олимпийские игры в Токио, после того, как прошел в финал многоборья на квалификационном турнире к Играм 2020 года в Тулузе, который проходил в ноябре — декабре 2019 года. 17 июня 2020 года Коулман покорил The Grand Illusion (8C + / V16) в каньоне Литл-Коттонвуд, штат Юта.
С 2016 по 2018 годы Коулман трижды подряд выигрывал Открытый национальный чемпионат США по скалолазанию в дисциплине боулдеринг, а в 2019 году занял второе место. Он также занял второе место в Combined Invitational 2019. Коулман выиграл Открытый национальный чемпионат США по скалолазанию 2020 года в дисциплине боулдеринг. Коулман также занял 4-е место в зачёте боулдеринга на Кубке мира по скалолазанию 2015, завоевав серебряные медали на этапах в Торонто и Вейле.
В юном возрасте Коулман выигрывал чемпионаты США по скалолазанию среди юношей по боулдерингу в 2012, 2014, 2015 и 2016 годах.
В 14 лет Коулман занял четвёртое место на чемпионате США по боулдерингу среди молодежи в Боулдере, штат Колорадо.
В квалификации на Олимпийских играх в Токио занял восьмое место и вышел в финал после того, как стал 10-м в лазании на скорость (6,51 с), 11-м в боулдеринге (1 топ и 3 зоны) и пятым в лазании на трудность (39 зацепов). В лазании на скорость в финале занял шестое место, уступив в забеге за 5 место соотечественнику Колину Даффи, а в боулдеринге стал единственным, кто покорил два топа на трёх трассах и выиграл дисциплину. В лазании на трудность американец занял лишь пятое место, но этого результата ему хватило, чтобы завоевать серебро. Произведение мест Коулмана составило 30 очков, тогда как у чемпиона Альберто Хинеса Лопеса — 28.